# Anticlea virescens
Anticlea virescens là một loài thực vật có hoa trong họ Melanthiaceae. Loài này được (Kunth) Rydb. miêu tả khoa học đầu tiên năm 1903.